# Черемошский национальный природный парк
Черемошский национальный природный парк (укр. Черемоський національний природний парк) — национальный парк, расположенный на территории Вижницкого района Черновицкой области (Украина).
Создан 11 декабря 2009 года. Площадь — 7 117,5 га.

## История
Природный парк был создан 11 декабря 2009 года согласно Указу Президента Украины Виктора Ющенко № 1043/2009 путём реорганизации регионально-ландшафтного парка с целью сохранения, возобновления и рационального использования природных и историко-культурных комплексов, имеющих важное значение.

## Описание
Черемошский национальный природный парк расположен в Украинских Карпатах в междуречье приток реки Черемоша, Чёрный Черемош и Путила.
4 699 га земель государственного предприятия «Путильское лесное хозяйство» и 2 418,5 — Карпатского государственного специализированного лесхоза АПК были переданы парку в постоянное пользование.

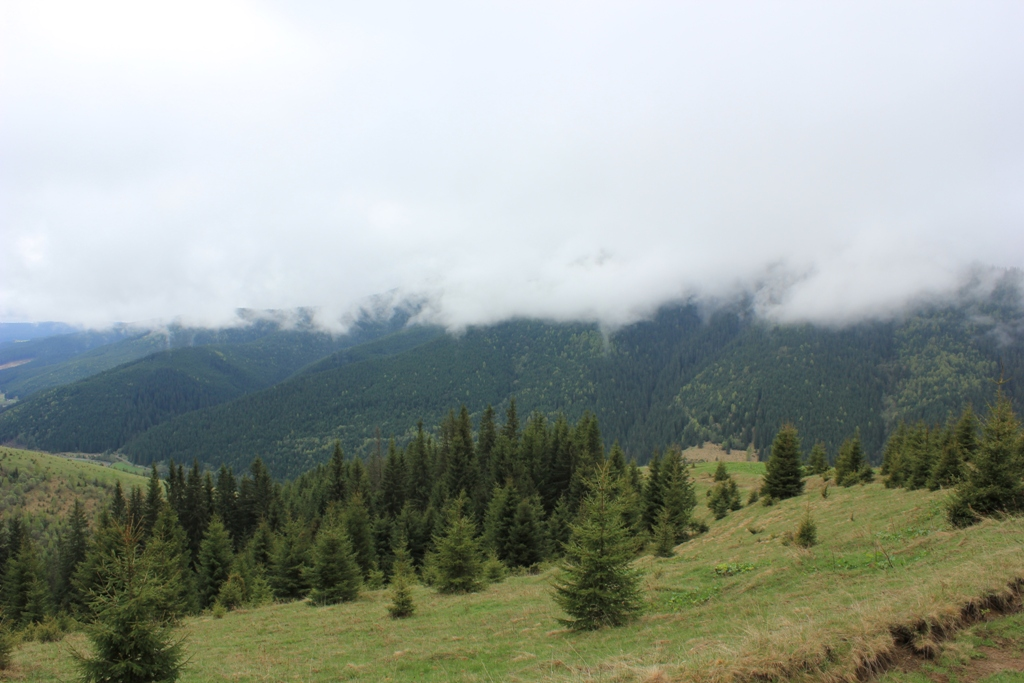

## Природа
Леса представлены такими породами как ель и бук.
30 видов растений и 23 вида животных занесены в Красную книгу Украины.